# Рудник Пустельний
Рудник Пустельний – гірничодобувне підприємство а Актогайському районі Карагандинської області Казахстану, яке здійснює розробку однойменного золоторудного родовища, що розташоване за два десятки кілометрів на північ від центральної частини озера Балхаш.
В 1994-му компанія "АБС-Балхаш", яка утворилась в 1990-х роках шляхом об’єднання ряду старательських артілей та мала окрім кількох рудників Приозерську збагачувальну фабрику, ввела на пустельному установку кучкового вилужнювання потужністю 70 тисяч тон на рік. В середині 2000-х "АБС-Балхаш" збанкрутувала, а її майно було розпродане.
У 2014 році за розробку Пустельного узялась компанія «Алтиналмас». Видобуток організували відкритим способом, при цьому станом на 2022 рік кар'єр досягнув глибини у 250 метрів. Видобута руда надходить на розташовану поряд фабрику з вилучення золота, яка використовує технологію ціанідового вилужнювання та здатна випускати сплав Доре. В 2019-му після модернізації дробильного обладнання річна продуктивність фабрики досягнула 2,5 млн тон. 
Як зазначається на сайті «Алтиналмас», з Пустельного можуть вилучати до 2,62 млн тон руди на рік з середнім вмістом золота 1,23 г/т. Станом на 2015 рік державною комісією з запасів за родовищем рахувалось 17 тон балансових запасів золота (плюс 3 тони позабалансових). 
Можливо відзначити, що «Алтиналмас» належить розташований поруч рудник на Долинному родовищі, продукція якого надходить на фабрику з вилучення золота рудника Пустельний. З огляду на поставки з Долинного, в 2020-му потужність фабрики збільшили ще на 2,5 млн тон.